# اچ‌ام‌اس سالست (۱۸۰۵)
اچ‌ام‌اس سالست (۱۸۰۵) (به انگلیسی: HMS Salsette (1805)) یک کشتی بود که طول آن ۱۳۷ فوت ۰ اینچ (۴۱٫۷۶ متر) بود. این کشتی در سال ۱۸۰۵ ساخته شد.